# Gustav Langerfeldt

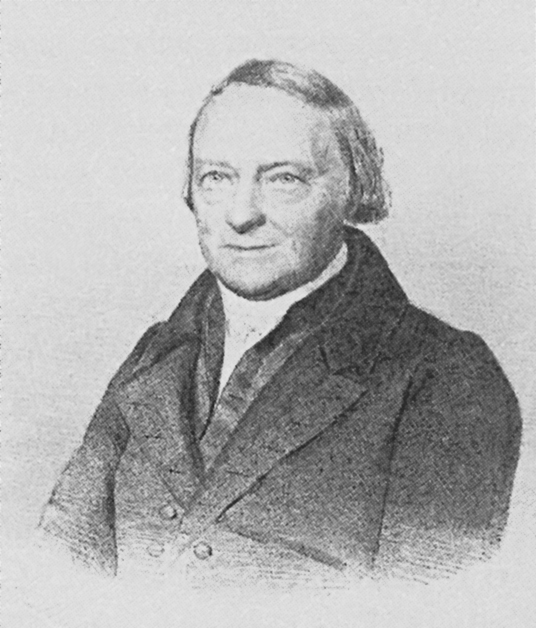
Bildnis Gustav Langerfeldt

Gustav Anton Friedrich Langerfeldt (* 5. September 1802 in Braunschweig; † 28. März 1883 ebenda) war ein braunschweigischer Jurist und Politiker sowie Abgeordneter der Frankfurter Nationalversammlung.

## Jugend und Ausbildung
Als Sohn des angesehenen Braunschweiger Kaufmanns Friedrich Langerfeldt und dessen Ehefrau Philippine Louise Wilhelmine, geb. Köppe (1778–1857), wurde Gustav Langerfeldt zusammen mit einigen anderen Kindern als Spielgefährte der beiden verwaisten Welfenprinzen (und späteren Braunschweiger Herzöge) Karl und Wilhelm ausgewählt. In Braunschweig besuchte er das Gymnasium und das Collegium Carolinum (heute Technische Universität Braunschweig), in Detmold das Gymnasium. Danach studierte er Jura in Heidelberg und in Göttingen. Während seiner Studienzeit wurde er Mitglied in den Corps Saxo-Borussia Heidelberg und Brunsviga Göttingen.

## Berufliche Laufbahn

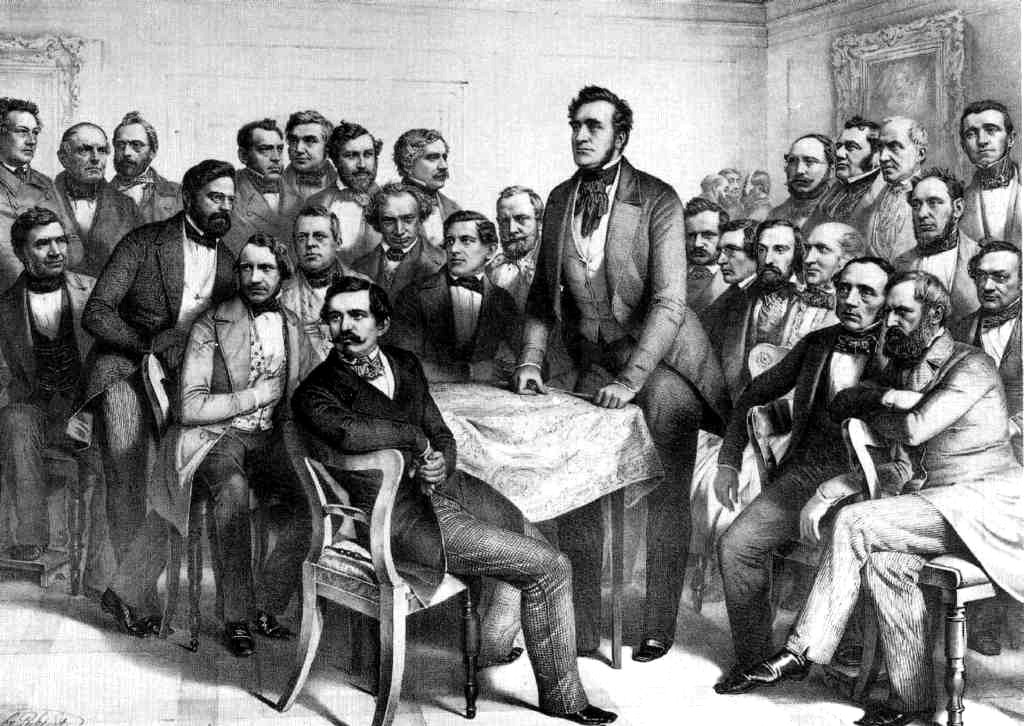
Lithographie „Club de Casino“ von Friedrich Pecht, 1849 (ohne Langerfeldt)

Im Jahre 1825 legte er die juristische Prüfung ab und wurde Advokat und Notar in Wolfenbüttel. Da er bei Herzog Karl II., seinem früheren Spielkameraden, in Ungnade gefallen war, stand ihm der Staatsdienst erst nach dem Amtsantritt von dessen Bruder Herzog Wilhelm offen. Im Jahre 1831 bestand er die zweite Staatsprüfung und wurde 1832 Assessor. Zum Rat beim Landgericht in Wolfenbüttel wurde er 1837 von den Landständen ernannt. Später wurde er Oberlandesgerichtsrat, Kommandeur der Bürgergarde und einer der vier braunschweigischen Abgeordneten in der Frankfurter Nationalversammlung, wo er der Casino-Fraktion angehörte. Hier war er auch Mitglied des Verfassungsausschusses und setzte sich für das Erbkaisertum mit absolutem Vetorecht des Monarchen ein. 
Bereits im Jahre 1848 wurde ihm der Eintritt in das Landesministerium angeboten, er lehnte aber ab, weil er nicht mit dem konservativen Friedrich Schulz zusammenarbeiten wollte. Nach dem Austritt von Schulz aus dem Ministerium übernahm er Ende 1849 als Geheimrat (Minister) die Ressorts Inneres und Kultus.
1850 war Langerfeldt Mitglied des Volkshauses des Erfurter Unionsparlaments.

## Ruhestand
Aus Gesundheitsgründen trat er 1861 in den Ruhestand und widmete sich der Kunstgeschichte. Er verbrachte einige Zeit in Rom und wurde danach Vorsitzender des braunschweigischen Kunstvereins.

## Werke
- Kaiser Otto der Vierte, der Welfe. Ein Lebensbild. Hannover 1872.